# كاتي نولان
كاتي نولان (بالإنجليزية: Katie Nolan)‏ هي صحفية ومذيعة أمريكية، ولدت في 28 يناير 1987 في بوسطن في الولايات المتحدة.

## روابط خارجية
- كاتي نولان على موقع IMDb (الإنجليزية)